# NGC 6621
NGC 6621 este o galaxie spirală situată în constelația Dragonul. A fost descoperită în 2 iunie 1885 de către Edward D. Swift⁠(d). Se află la o distanță de 92,2 de megaparseci de Pământ.